# Rambouillet
Rambouillet is een gemeente in het Franse departement Yvelines (regio Île-de-France) en telt 24.758 inwoners (1999). De plaats is de onderprefectuur van het arrondissement Rambouillet. Het ligt op 45 km van Parijs.
De gemeente is vooral bekend voor het uitgestrekte bos van Rambouillet en voor het kasteel van Rambouillet. Dit kasteel gaat terug tot de veertiende eeuw en is een officieel verblijf van de Franse president. Het is ook regelmatig het toneel voor internationale topontmoetingen en staatsbezoeken. In het kasteel werd in februari 1999 door de NAVO het Akkoord van Rambouillet opgesteld. Nadat het akkoord door Joegoslavië was afgewezen, werd door de NAVO besloten dat militaire acties niet konden uitblijven en volgde de tweede fase van de Kosovo-oorlog.
Buiten het oude dorpscentrum bestaat de bebouwing vooral uit villawijken. De wijken buiten het centrum zijn ontstaan uit voormalige gehuchten zoals La Louvière aan de overkant van de spoorweg. De wijken Groussay en Grenonvilliers bevatten lage appartementsgebouwen.
Ten oosten van het centrum ligt de hippodroom van Rambouillet, waar drafrennen worden gehouden.

## Geschiedenis
De plaats werd voor het eerst vermeld in 768. In 1052 werd voor het eerste melding gemaakt van een kerk in Rambouillet en in 1153 van het kasteel. Van een gehucht in een groot bosgebied groeide Rambouillet uit tot een ommuurd dorp in de 16e eeuw. Het kreeg van koning Hendrik IV het recht om een veemarkt en jaarmarkten te organiseren. In de 18e eeuw groeide het dorp, mede dankzij de nabijheid van het kasteel dat in 1706 in handen van de koninklijke familie was gekomen. Onder Napoleon en daarna tijdens de Restauratie bleef het kasteel in gebruik. Maar na de troonsafstand van koning Karel X in 1830 viel de activiteit op het kasteel en ook in het dorp stil.
In 1849 werd het treinstation geopend. Rijke burgers bouwden villa's in Rambouillet. Vanaf 1880 kwamen de Franse presidenten jagen in en rond Rambouillet en president Félix Faure maakte van het kasteel een presidentiële residentie.

## Geografie
De oppervlakte van Rambouillet bedraagt 35,2 km², de bevolkingsdichtheid is 703,4 inwoners per km².
De onderstaande kaart toont de ligging van Rambouillet met de belangrijkste infrastructuur en aangrenzende gemeenten.

## Demografie
In 1763 telde Rambouillet 2167 inwoners. Kort voor de Tweede Wereldoorlog werd de kaap van 7500 inwoners gerond.
Onderstaande figuur toont het verloop van het inwonertal (bron: INSEE-tellingen).

## Sport
Rambouillet is drie keer etappeplaats geweest in de wielerkoers Ronde van Frankrijk. In 1966 won de Belg Ward Sels er de etappe. In 2012 en 2019 startte een etappe in Rambouillet.

## Geboren in Rambouillet
- Nicole Avril (1939), schrijfster
- David Perry (1970), pornoacteur
- Jérémie Aliadière (1983), voetballer

## Afbeeldingen

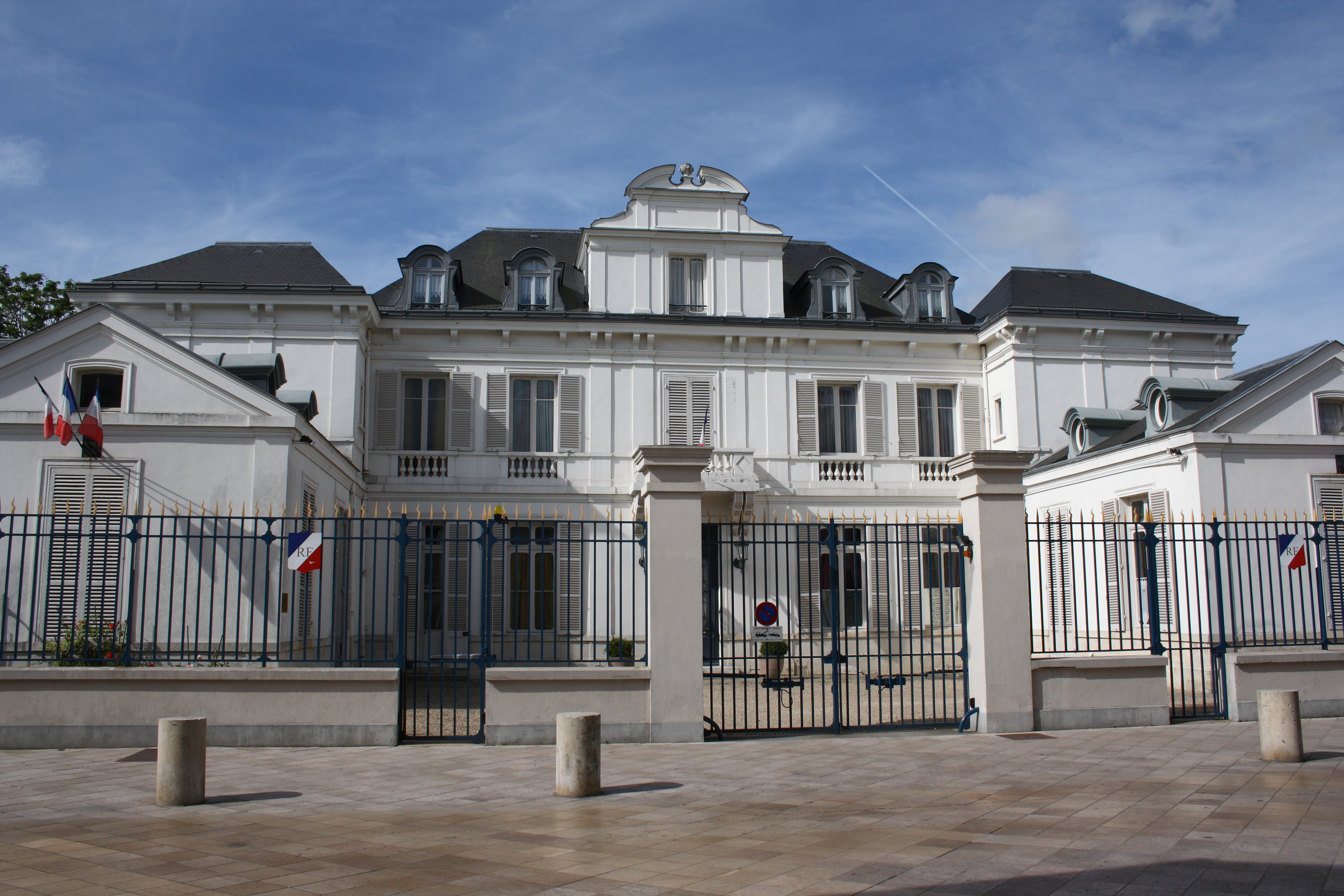
Gebouw van de Sous-préfecture
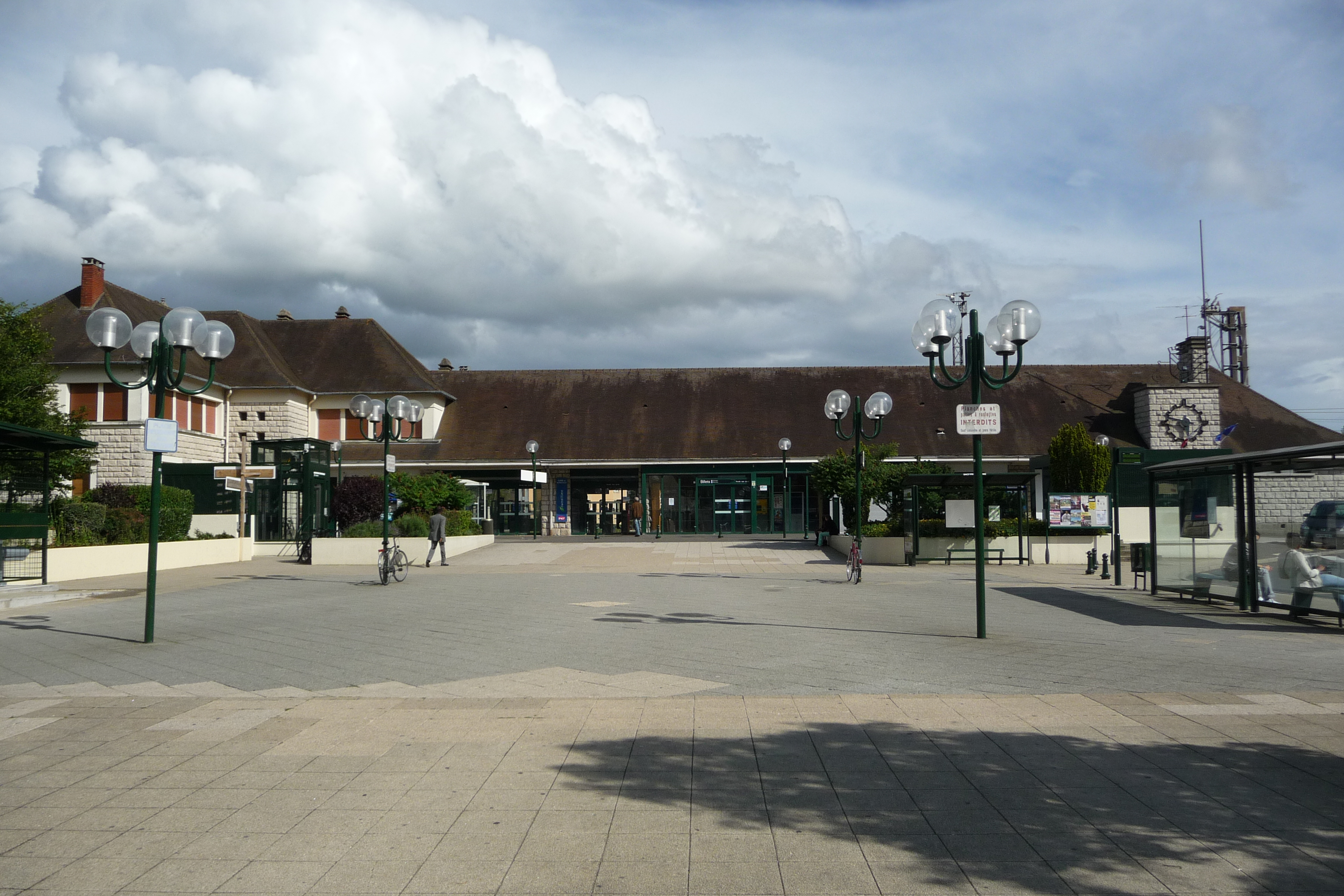
Station
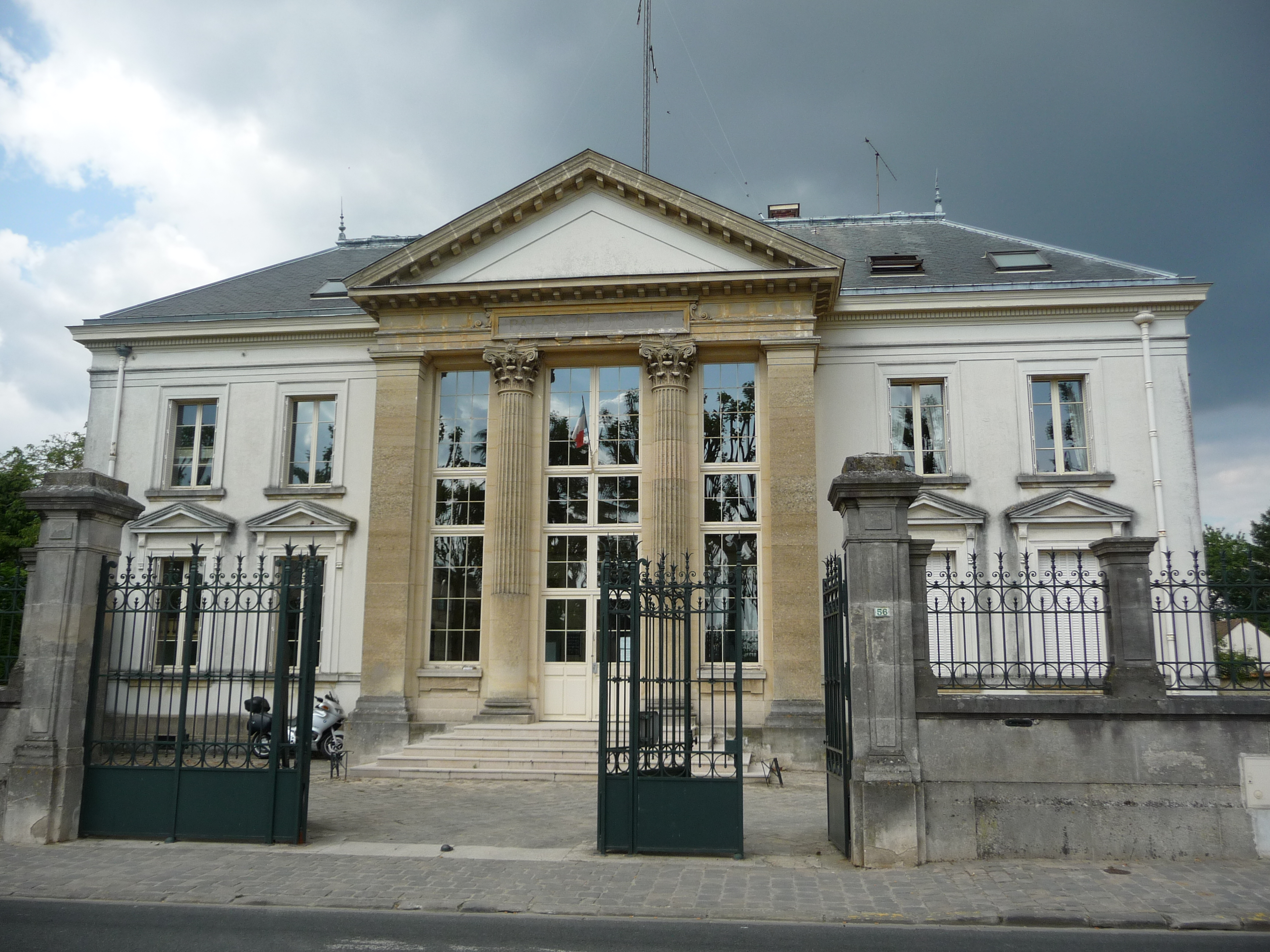
Gerechtsgebouw
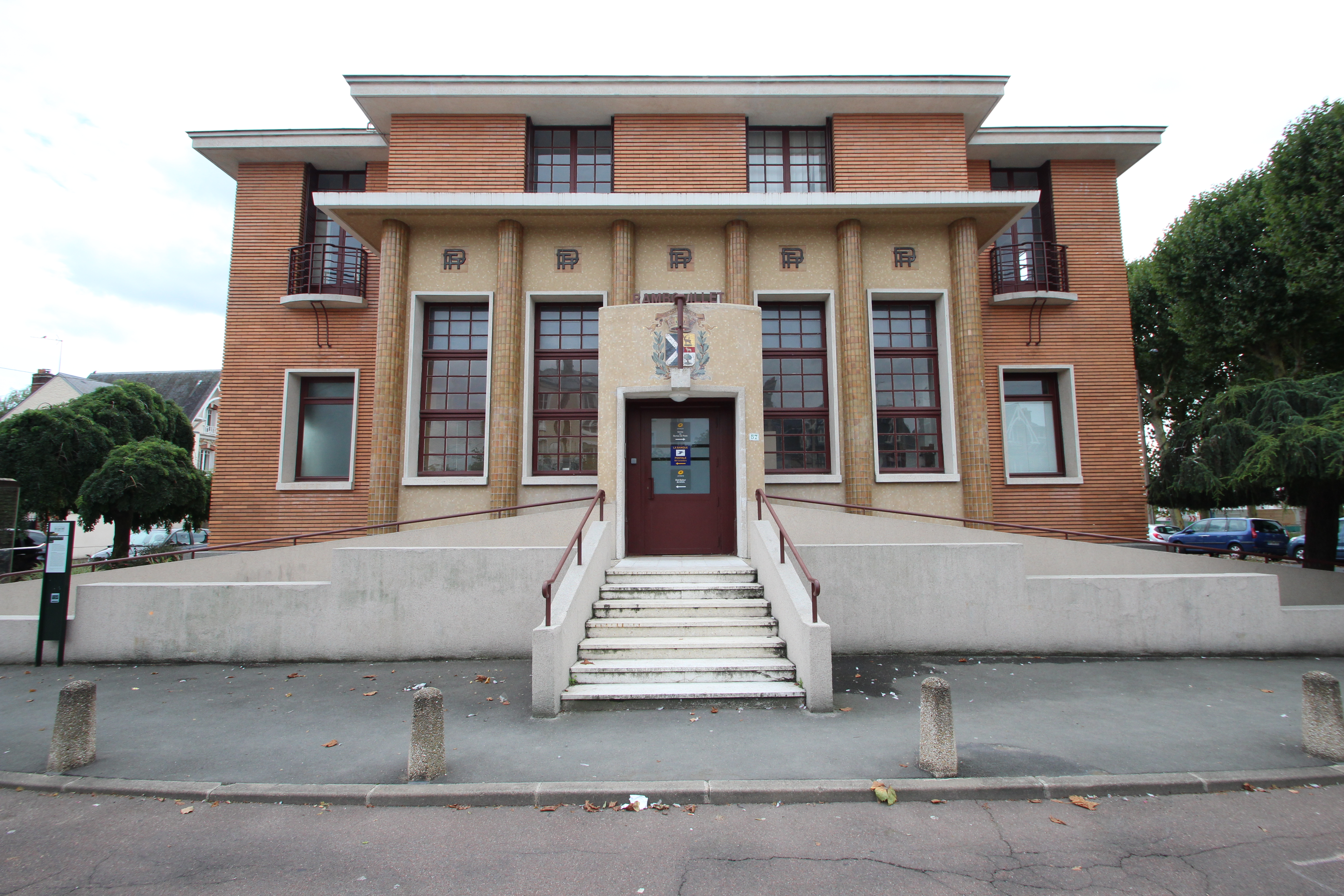
Postkantoor